# Place des Investisseurs
Place des Investisseurs (ex Fédération des investisseurs individuels et des clubs d'investissement) est une association indépendante à but non lucratif créée en 1969 au service des actionnaires individuels, membre ou non de club d'investissement.
Elle joue le rôle d'un outil de connexion et d'information destiné aux individus qui cherchent à se former et à s'informer sur la Bourse, que ce soit de manière indépendante ou en rejoignant un club.

## Mission

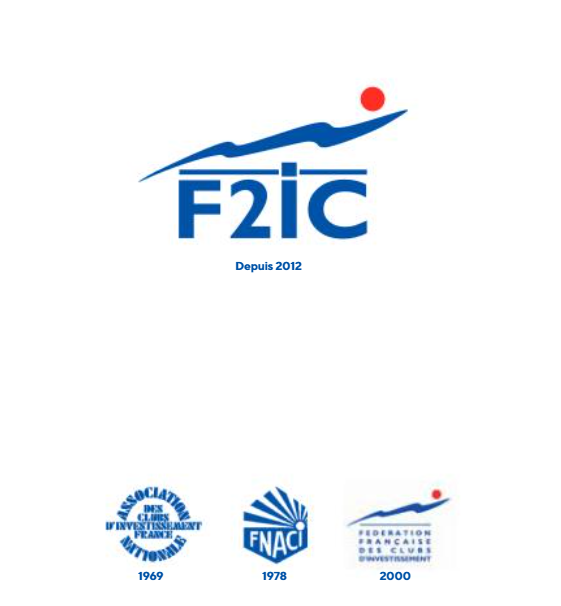
Ancien logo de la Fédération des Investisseurs individuels et des Clubs d'investissement (F2iC).

Place des Investisseurs est, depuis sa création, une organisation représentative par les Autorités de Place et se trouve ainsi associée et consultée sur différentes questions liées au marché et à l'actionnariat individuel. A ce titre, elle fait partie de la Commission épargnants de l'Autorité des marchés financiers.
Place des Investisseurs est membre de Better Finance et de la World Federation of Investors (WFIC) et siège à leur conseil.

## Présidents
- 1969 – 1972 : Jean-Pierre Peyraud
- 1972 – 1978 : Arnaud de Vogüé
- 1979 – 1981 : René Grandperret
- 1982 – 2000 : Claude Vallon
- 2000 – 2003 : Anne-Emmanuelle Dognon
- 2003 – 2013 : Dominique Leblanc
- 2013-2023 : Charles-Henri d’Auvigny
- Depuis 2023 : Marc Lefèvre

## Ouvrages
- Marc Bertoneche et Claude Vallon, Les clubs d'investissement et la Bourse, Presses universitaires de France, 1er décembre 1987, 128 p. (ISBN 978-2130416692).
- Anne-Emmanuelle Dognon-Rémy, Investir en bourse avec les clubs d'investissement, Paris, Dunod, 1er janvier 2001, 157 p. (ISBN 9782100049394).
- Aldo Sicurani et Christine Colmont, Gagnez en Bourse avec les clubs d'investissement, Paris, L'Express éditions, 6 novembre 2008, 218 pages (ISBN 978-2843435751).